# Ayenia fruticosa
Ayenia fruticosa là một loài thực vật có hoa trong họ Cẩm quỳ. Loài này được Rose mô tả khoa học đầu tiên năm 1899.